# Productions de will.i.am
La liste des chansons qui ont été produites par l'artiste américain will.i.am.

## 1998

### The Black Eyed Peas-Behind the Front
- Fallin' Up
- Clap Your Hands
- Joints & Jam
- The Way U Make Me Feel (feat. Kim Hill)
- Movement
- Karma
- Be Free (feat. Kim Hill)
- Say Goodbye
- Duet (feat. Red Foo)
- Communication
- What It Is (feat. Kim Hill)
- ¿Que Dices?
- A8
- Love Won't Wait (feat. Macy Gray)
- Head Bobs
- Positivity

## 2000

### The Black Eyed Peas-Bridging the Gap
- Weekends(feat. Esthero)
- "Get Original" (feat. Chali 2na)
- "Cali to New York" (feat. De La Soul)
- "Lil' Lil'"
- "On My Own" (feat. Les Nubians and Mos Def)
- "Go Go"
- "Bringing It Back"
- "Tell Your Mama Come"
- "Request + Line" (feat. Macy Gray)

## 2001

### will.i.am-Lost Change
- "Ev Rebahdee" (feat. Planet Asia)
- "Lay Me Down" (feat. Terry Dexter)
- "Possessions"
- "Tai Arrive"
- "If You Didn't Know" (feat. Mykill Miers)
- "Money" (feat. The Horn Dogs, Huck Fynn & Oezlem)
- "Lost Change"
- "I Am"
- "Hooda Hella U" (feat. Medusa)
- "Lost Change in E Minor"
- "Yadda Yadda"
- "Em A Double Dee" (feat. Mad Dogg)
- "Control Tower"
- "Lost Change in D Minor"

## 2003

### will.i.am-Must B 21
- "Take It" (feat. KRS-One)
- "Nah Mean" (feat. Phife)
- "B Boyz" (feat. MC Supernatural)
- "Here to Party" (feat. Flii, Planet Asia & Kron Don)
- "Bomb Bomb" (Interlude)
- "Bomb Bomb" (feat. MC Supernatural)
- "Swing by My Way" (feat. John Legend)
- "It's OK" (feat. Triple Seven & Dante Santiago)
- "Mash Out" (Interlude)
- "Mash Out" (feat. MC Lyte & Fergie)
- "Ride Ride" (feat. John Legend)
- "Sumthin' Special" (feat. Niu, Dante Santiago & Taboo)
- "Sumthin' Special" (Interlude)
- "I'm Ready (Y'All Aint Ready for This)" (feat. Tash & MC Supernatural)
- "We Got Chu" (feat. Planet Asia & Flii)
- "Go!" (Interlude)
- "Go!"

### The Black Eyed Peas-Elephunk
- "Hands Up"
- "Labor Day (It's a Holiday)"
- "Let's Get Retarded"
- "Hey Mama" (feat. Tippa Irie)
- "Shut Up"
- "Smells Like Funk"
- "Latin Girls" (feat. Debi Nova)
- "Sexy"
- "Fly Away"
- "The Boogie That Be" (feat. John Legend)
- "The Apl Song"
- "Anxiety" (feat. Papa Roach)
- "Where Is the Love?" (feat. Justin Timberlake)

## 2004

### Carlos Santana-All That I Am
- "I Am Somebody" (feat. will.i.am)

### John Legend-Get Lifted
- "She Don't Have to Know"
- "Ordinary People"

### Juanes-Mi Sangre
- "La paga" (feat. Taboo)

## 2005

### The Black Eyed Peas-Monkey Business
- "Pump It"
- "Don't Phunk with My Heart"
- "Don't Lie"
- "My Humps"
- "Like That" (feat. Q-Tip, Talib Kweli, Cee-Lo and John Legend)
- "Dum Diddly" (feat. Dante Santiago)
- "Gone Going" (feat. Jack Johnson)
- "They Don't Want Music" (feat. James Brown)
- "Bebot"
- "Audio Delite at Low Fidelity"
- "Union" (feat. Sting)

### Pussycat Dolls-PCD
- "Beep" (feat. will.i.am)

### HitchOriginal Soundtrack
- "Don't You Worry Bout a Thing" (John Legend feat. will.i.am)

### Mary J. Blige-The Breakthrough
- "About You" (feat. Nina Simone and will.i.am)

### Shaggy-Clothes Drop
- "Shut Up & Dance" (feat. Fergie and will.i.am)

### Ricky Martin-Life
- "Drop It on Me" (feat. Daddy Yankee and Taboo)

Co-produced by Luny Tunes

### Sarah McLachlan-Bloom: Remix Album
- "Just Like Me (will.i.am Mix)" (feat. DMC)

### Earth, Wind & Fire-Illumination
- "Lovely People" (feat. will.i.am)

## 2006

### Sérgio Mendes-Timeless
- "Mas que Nada" (feat. The Black Eyed Peas)
- "That Heat" (feat. Erykah Badu and will.i.am)
- "The Frog" (feat. Q-Tip and will.i.am)
- "Let Me" (feat. Jill Scott and will.i.am)
- "Surfboard" (feat. will.i.am)
- "Loose Ends" (feat. Justin Timberlake, Pharoahe Monch and will.i.am)
- "Yes, Yes Y'All" (feat. Black Thought, Chali 2na, Debi Nova and will.i.am)

### Busta Rhymes-The Big Bang
- "I Love My Bitch" (feat. Kelis and will.i.am)

### Justin Timberlake-FutureSex/LoveSounds
- "Damn Girl" (feat. will.i.am)
- "Pose" (feat. Snoop Dogg)

### Too Short-Blow the Whistle
- "Keep Bouncin'" (feat. Snoop Dogg and will.i.am)

### Fergie-The Dutchess
- "Fergalicious" (feat. will.i.am)
- "Clumsy"
- "All That I Got (The Make Up Song)" (feat. will.i.am)
- "Voodoo Doll"
- "Here I Come" (feat. will.i.am)
- "Velvet"
- "Big Girls Don't Cry"
- "Mary Jane Shoes"

### Kelis-Kelis Was Here
- "What's That Right There?" (feat. will.i.am)
- "Till the Wheels Fall Off"
- "Weekend" (feat. will.i.am)

### Diddy-Press Play
- "Special Feeling"
- "All Night Long" (feat. Fergie)

### John Legend-Once Again
- "Save Room"
- "Each Day Gets Better"
- "Slow Dance"
- "Coming Home"

### The Game-The Doctor's Advocate
- "Compton" (feat. will.i.am)
- ""I'm Chillin'" (UK Version)" (feat. Fergie and will.i.am)

### Ciara-Ciara: The Evolution
- "Do It" (feat. will.i.am
- "Get In, Fit In"

### Nas-Hip Hop Is Dead
- "Hip Hop Is Dead" (feat. will.i.am)
- "Who Killed It?" [co-produced with [Salaam Remi]
- "Can't Forget About You"

## 2007

### Hilary Duff-Dignity
- "Play with Fire"

### Freedom WritersOriginal Soundtrack
- "A Dream" (Common feat. will.i.am)
- "Colors" (will.i.am)
- "Bus Ride" (will.i.am)
- "Riots" (Mark Isham feat. Miri Ben-Ari and will.i.am)

### Bone Thugs-n-Harmony-Strength & Loyalty
- "Streets" (feat. The Game and will.i.am)

### Macy Gray-Big
- "Finally Made Me Happy"
- "Okay"
- "Glad You're Here" (feat. Fergie)
- "Ghetto Love"
- "One for Me"
- "Strange Behaviour"
- "Get Out"
- "Treat Me Like Your Money" (feat. will.i.am)
- "Everybody"

### Daddy Yankee-El Cartel: The Big Boss
- "Who's Your Daddy?"
- "Plane to PR" (feat. will.i.am)

### Common-Finding Forever
- "I Want You" (feat. will.i.am)

### Talib Kweli-Eardrum
- "Hot Thing" (feat. will.i.am)
- "Say Something"

### Chris Brown-Exclusive
- "Picture Perfect" (feat. will.i.am)

### LA Symphony-Unleashed
- "Idle Times"

### will.i.am-Songs About Girls
- "Over"
- "Heartbreaker"
- "I Got It from My Mama"
- "Get Your Money"
- "Impatient"
- "Invisible"
- "Fantastic"
- "Fly Girl"
- "Dynamite Interlude"
- "Make It Funky"
- "S.O.S (Mother Nature)"

## 2008

### Michael Jackson-Thriller 25
- "The Girl Is Mine 2008" (feat. will.i.am)
- "P.Y.T. (Pretty Young Thing) 2008" (feat. will.i.am)
- "Beat It 2008" (feat. Fergie)

### Flo Rida-Mail on Sunday
- "In the Ayer" (feat. will.i.am)

### Estelle-Shine
- "Wait a Minute (Just a Touch)" (feat. will.i.am)
- "American Boy" (feat. Kanye West)

### Mariah Carey-E=MC²
- "Heat"

### Usher-Here I Stand
- "What's Your Name?" (feat. will.i.am)

### SMAP-Super Modern Artistic Performance
- "Theme of 019" (feat. will.i.am)
- "Here Is Your Hit"

### John Legend-Evolver
- "Cross the Line"
- "Satisfaction"
- "I Love, You Love"

### Sérgio Mendes-Encanto
- "The Look of Love" (feat. Fergie)
- "Funky Bahia" (feat. will.i.am and Siedah Garrett)
- "Água De Beber" (feat. will.i.am)

### Pussycat Dolls-Doll Domination
- "Baby Love"

## 2009

### U2-No Line on the Horizon
- "I'll Go Crazy If I Don't Go Crazy Tonight"

### Flo Rida-R.O.O.T.S.
- "Available" (feat. Akon and will.i.am)

### The Black Eyed Peas-The E.N.D.
- "Boom Boom Pow"
- "Rock That Body"
- "Meet Me Halfway"
- "Imma Be"
- "Alive"
- "Missing You"
- "Party All the Time"
- "Out of My Head"
- "Electric City"
- "Now Generation"
- "One Tribe"
- "Rockin to the Beat"

### Cheryl Cole-3 Words
- "3 Words (song)" (feat. will.i.am)
- "Heaven" (feat. will.i.am)
- "Make Me Cry"
- "Boy Like You" (feat. will.i.am)
- "Heartbreaker"

### Rihanna-Rated R
- "Photographs" (feat. will.i.am)

## 2010

### Kelis-Flesh Tone
- "Brave"

### Usher-Raymond v. Raymond
- "OMG" (feat. will.i.am)

### Nicki Minaj-Pink Friday
- "Check It Out" (& will.i.am)

### Cheryl Cole-Messy Little Raindrops
- "Live Tonight"
- "Let's Get Down" (feat. will.i.am)

### The Black Eyed Peas-The Beginning
- "The Time (Dirty Bit)"
- "Light Up the Night"
- "Love You Long Time"
- "XOXOXO"
- "Someday"
- "Whenever"
- "Fashion Beats"
- "Don't Stop the Party"
- "The Best One Yet (The Boy)"
- "Just Can't Get Enough"
- "The Coming"
- "Own It"
- "Phenomenon"
- "Take It Off"

## 2011

### Britney Spears-Femme Fatale
- "Big Fat Bass" (feat. will.i.am)

## 2012

### will.i.am-#willpower
- "T.H.E. (The Hardest Ever)" (featuring Jennifer Lopez & Mick Jagger)
- "Forever" (featuring Wolfgang Gartner)
- "Bleeding Roses" (featuring Alicia Keys)
- "Check It Out" (featuring Cheryl Cole & Nicki Minaj)
- "Don't Wanna Fall Again" (featuring Demi Lovato)
- "Bad Girl (It Ain't Her)" (featuring Taboo & Fergie)
- "Masks (Behind the Scenes)"
- "Go Home" (T.H.E. [The Hardest Ever] Remix) (featuring Mick Jagger & Wolfgang Gartner)
- "Believer" (featuring Far East Movement)

### Usher-Looking 4 Myself
- "Can't Stop Won't Stop"

### Cheryl Cole-A Million Lights
- "Craziest Things" (feat. will.i.am)

## Produced singles from will.i.am
- 1998: "Fallin' Up/¿Que Dices?"  (The Black Eyed Peas)
- 1998: "Joints & Jam"  (The Black Eyed Peas)
- 1998: "Karma"  (The Black Eyed Peas)
- 2000: "BEP Empire/Get Original"  (The Black Eyed Peas)
- 2000: "Weekends"  (The Black Eyed Peas)
- 2001: "Request + Line"  (The Black Eyed Peas featuring Macy Gray)
- 2003: "Where Is the Love?"  (The Black Eyed Peas featuring Justin Timberlake)
- 2003: "Shut Up"  (The Black Eyed Peas)
- 2004: "Hey Mama"  (The Black Eyed Peas)
- 2004: "Let's Get It Started"  (The Black Eyed Peas)
- 2004: "Ordinary People" (John Legend)
- 2005: "Don't Phunk with My Heart"  (The Black Eyed Peas)
- 2005: "Don't Lie"  (The Black Eyed Peas)
- 2005: "My Humps"  (The Black Eyed Peas)
- 2005: "Pump It"  (The Black Eyed Peas)
- 2006: "Beep" (Pussycat Dolls featuring will.i.am)
- 2006: "Play with Fire" (Hilary Duff)
- 2006: "I Love My Chick" (Busta Rhymes featuring Kelis & will.i.am)
- 2006: "Fergalicious" (Fergie featuring will.i.am)
- 2006: "Mas que Nada"  (Sérgio Mendes featuring The Black Eyed Peas)
- 2006: "Hip Hop Is Dead" (Nas featuring will.i.am)
- 2006: "Save Room" (John Legend)
- 2007: "Can't Forget About You" (Nas featuring Chrisette Michele)
- 2007: "A Dream" (Common featuring will.i.am)
- 2007: "Big Girls Don't Cry" (Fergie)
- 2007: "I Got It from My Mama"
- 2007: "Baby Love (en)" (Nicole Scherzinger featuring will.i.am)
- 2007: "Hot Thing" (Talib Kweli featuring will.i.am)
- 2007: "Wait a Minute (Just a Touch)" (Estelle featuring will.i.am)
- 2007: "I Want You" (Common featuring will.i.am)
- 2008: "American Boy" (Estelle featuring Kanye West)
- 2008: "In the Ayer" (Flo Rida featuring will.i.am)
- 2008: "What's Your Name" (Usher featuring will.i.am)
- 2009: "I Need a Dance" (Samman with David Guetta & will.i.am featuring Paris)
- 2009: "Boom Boom Pow"  (The Black Eyed Peas)
- 2009: "Meet Me Halfway"  (The Black Eyed Peas)
- 2009: "3 Words" (Cheryl Cole featuring will.i.am)
- 2010: "Imma Be"  (The Black Eyed Peas)
- 2010: "Rock That Body"  (The Black Eyed Peas)
- 2010: OMG (Usher featuring will.i.am)
- 2010: Check It Out  (Nicki Minaj featuring will.i.am)
- 2010: The Time (The Dirty Bit)  (The Black Eyed Peas)
- 2011: Just Can't Get Enough (The Black Eyed Peas)
- 2011: Don't Stop the Party (The Black Eyed Peas)
- 2011: Forever (will.i.am featuring Wolfgang Gartner)
- 2012: T.H.E. (The Hardest Ever) (will.i.am featuring Jennifer Lopez et Mick Jagger)
- 2019: WHO DO U LOVE? (MONSTA X Will.i.am REMIX)